# Fidus
Fidus, pseudonyme de Hugo Höppener, né le 8 octobre 1868 à Lübeck et mort le 23 février 1948 à Woltersdorf) est un peintre, illustrateur et écrivain allemand.
Inspiré par le Jugendstil et le mouvement völkisch, il est élève de Karl Wilhelm Diefenbach et partisan de la Lebensreform,.

## Biographie

### 1868-1892: enfance à Lübeck puis études en Bavière
Hugo Höppener naît à Lübeck le 8 octobre 1868. il est le fils de Julius Höppener et de Camilla Stender, tous deux pâtissiers,. Enfant, Höppener est très souvent malade et doit rester alité, il passe beaucoup de temps à dessiner. Il fréquente l'école des arts et métiers de Lübeck.
Au printemps 1887, il passe avec succès le concours d'entrée de l'Académie des beaux-arts de Munich, mais au cours de l'été il fait la connaissance du peintre Karl Wilhelm Diefenbach pour qui il tombe en admiration,,.
Il choisit d'abandonner ses études pour suivre l'exemple de celui qui est devenu son maître spirituel. Il rejoint Diefenbach qui vit en communauté dans une carrière désaffectée à Höllriegelskreuth, au bord de l'Isar, au sud de Munich,,,,. Il se laisse alors pousser les cheveux, devient végétarien porte des vêtements de laine et pratique parfois le naturisme.
Les habitants du village voisin n’apprécies guère les mœurs de la communauté, des accrochages ont souvent lieu,,. Les autorités Bavaroise, tentent elle de retirer à Diefenbach la garde de ses enfants mais sans succès. De son côté, Höppener est condamné à huit jours de prison en août 1887 pour « nudité pendant une activité artistique, ». Diefenbach lui attribut alors le surnom de Fidus (le fidèle), pseudonyme qu'il adopte et qu'il utilisera toute sa vie,,,,.
À l’automne 1887, Diefenbach à le bras droit paralysé, Fidus peint une fresque d’après les croquis de ce dernier. Cette fresque intitulée Per aspera ad astra mesure 68 mètres de long et est peinte en ombres chinoise,,.
Au printemps 1889, Fidus organise une exposition des œuvres de Diefenbach à Munich. Néanmoins, ne supportant plus l’irascibilité de son maître, il décide de quitter Höllriegelskreuth et retourne à l’Académie des beaux-art de Munich,,.
En 1890, il rencontre Wilhelm Hübbe-Schleiden qui lui fait découvrir la théosophie. Fidus reste à l'Académie jusqu’à l’obtention de son diplôme en 1892. À l'automne de la même année, il part pour Berlin,,.

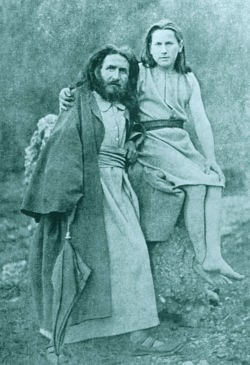
Karl Wilhelm Diefenbach (à gauche) et Fidus à Höllriegelskreuth en 1887.
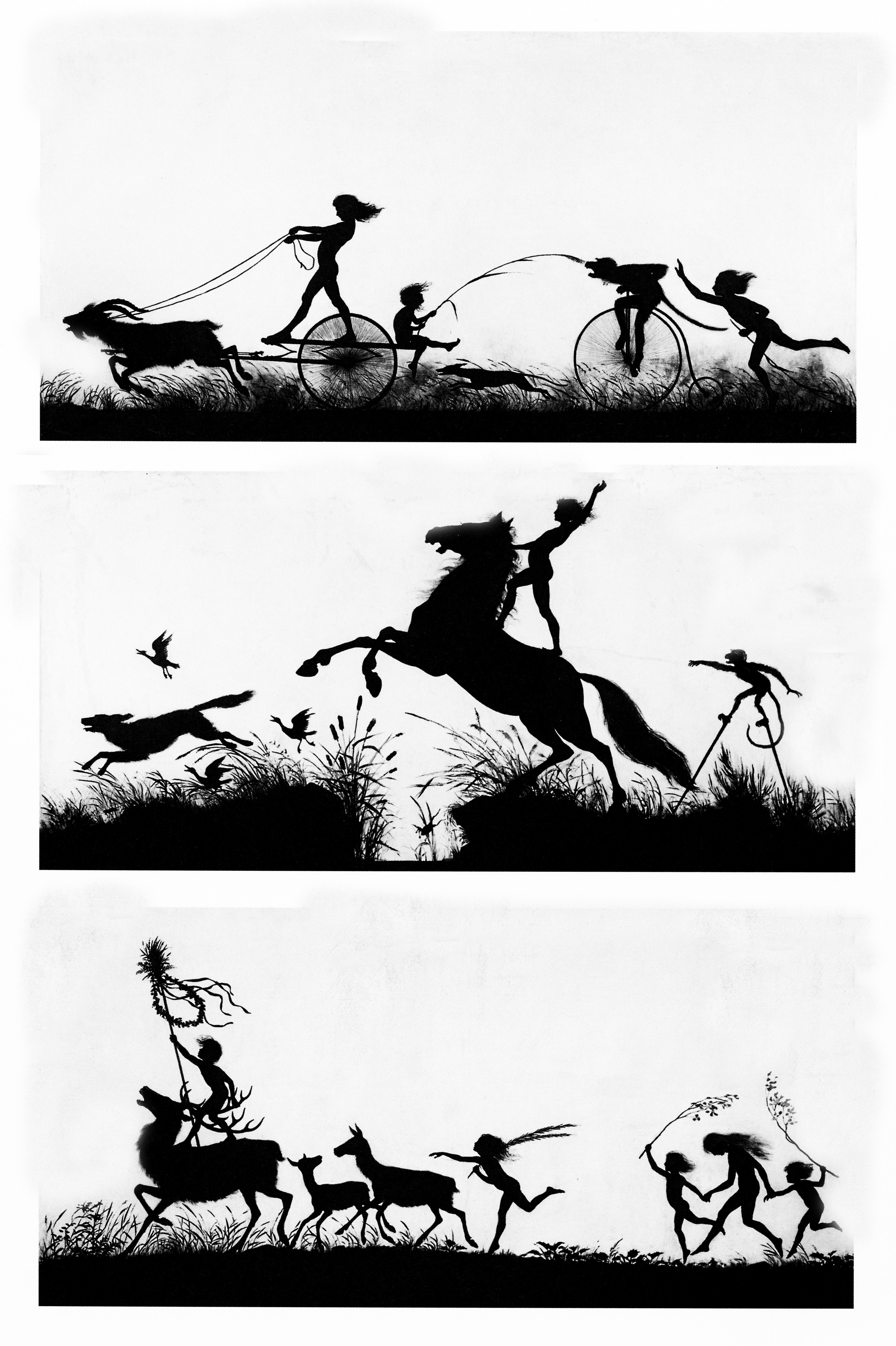
Per aspera ad astra (1887), détail de la fresque co-réalisée par Fidus et Karl Wilhelm Diefenbach.

### 1892-1903: premières années à Berlin
À son arrivée, Fidus loue un atelier très cher. Peu de temps après, il travaille comme illustrateur pour la revue ésotérique Sphinx,,, fortement influencée par la doctrine de la Société théosophique d’Helena Blavatsky ,. Cette année-là, il dessine les plans d’un temple dédié à Lucifer (Luzifertempel), premier d'une longue série de temples qu’il réunira au fil des années dans l'essai Tempel-Kunst,. Dans cet ouvrage, il explique vouloir sortir l'art des logis et des expositions, les temples devant être de vrais lieux de pèlerinage artistique.
En 1893, il expose ses œuvres à Hambourg, où il rencontre Annalie Reich. Ils tombent tous deux amoureux. Elle a été enseignante en Suède et donne l’envie à Fidus de découvrir les paysages nordiques. Ils se rendent plusieurs fois en Norvège les années suivantes. Il se trouve fortement influencé par ces voyages. À son art s’ajoute à présent l’imagerie de la mythologie nordique.

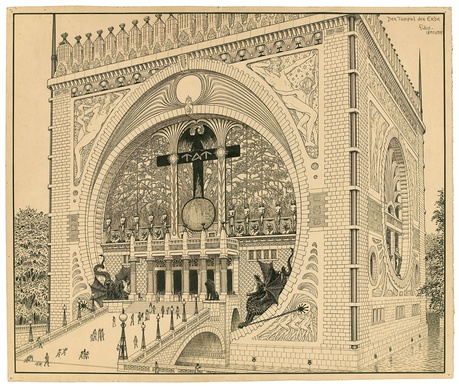
Le temple de la Terre (1895), carte postale.

En 1895, il dessine le temple de la Terre (Tempel der Erde), un édifice qui se situerait en pleine forêt, entouré de douves, de forme cubique relié à un dôme. Il devrait contenir des salles de différentes couleurs. Les plans, eux ne seront réalisé que six ans plus tard,.
En 1896, Annalie met au monde une fille qu’ils choisissent d’appeler Hilde. Ce sera l’unique enfant de leur union. Il reçoit à cette époque la visite de Lou Andreas-Salomé et aussi de Rainer Maria Rilke. Aussi il dessine le temple de l'étreinte universelle (Tempel der Allumarmung).
En 1897, il dessine le temple du dragon (Drachentempel).
En 1898, Fidus exposes ses œuvres lors d’une grande exposition à Berlin. Il dessine le temple de l'Action (Tempel der Tat),, le temple de la Couronne de fer (Tempel der Eisernen) et le temple blanc (Weisser Tempel).
En 1899, Fidus dessine son dernier temple, le temple de l'Eau calme (Tempel des Stillen Wasser). La même année, il fait la rencontre d'Else Knorr qui étudie la peinture à Munich, il décide alors de la suivre et l’épouse en février 1900,. L’été suivant ils se rendent ensemble en Norvège.
Fin décembre, le couple donne naissance à une fille nommée Drude,. Ils quittent la Bavière et louent une maison non loin de Berlin à Friedrichhagen, à l’époque l’un des hauts lieux de la contre-culture allemande. Il y rencontre des adeptes de la Lebensreform, un mouvement qui réunit de nombreuses tendances religieuses et politiques. Il fait notamment la connaissance du poète anarchiste Erich Mühsam.
À cette époque, Fidus illustre aussi de nombreux livres,. Il travaille aussi pour la revue Simplizissmus et pour la revue Jugend, fondée en 1896, ainsi que la revue homosexuelle Der egeine, fondée la même année par Adolf Brand.
Il est vers 1900, l'un des peintres les plus connus d'Allemagne. Il est très influencé par les écrivains Arthur Moeller van den Bruck, Gustav Landauer ainsi que Heinrich et Julius Hart, il est proche des mouvements anti-matérialistes comme le Wandervogel. Aussi il soutient les cités-jardins,.
En 1902, Fidus et Else, ont un deuxième enfant qu'ils nomment Holger.

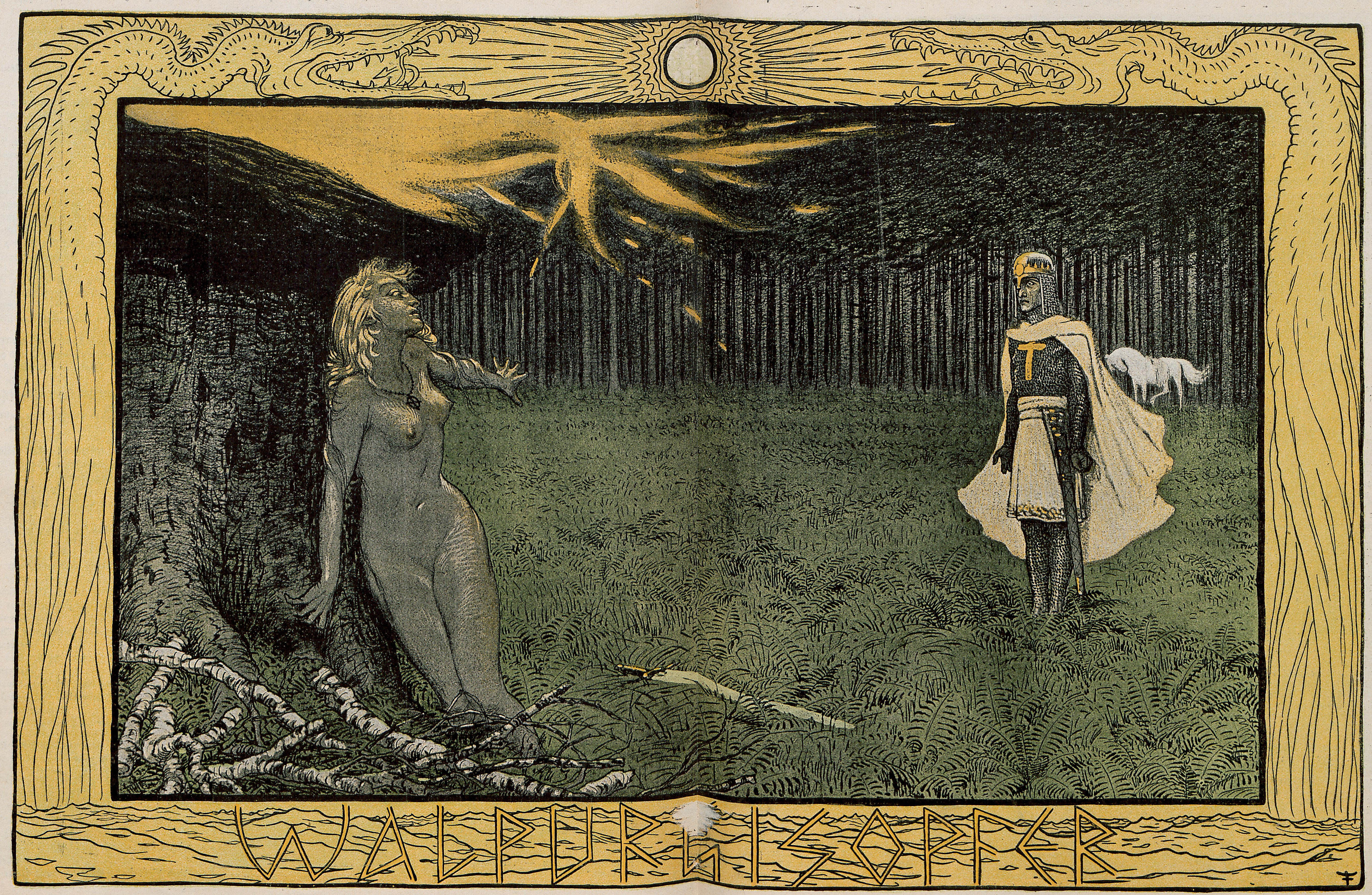
Illustration pour la revue Jugend, 1897.
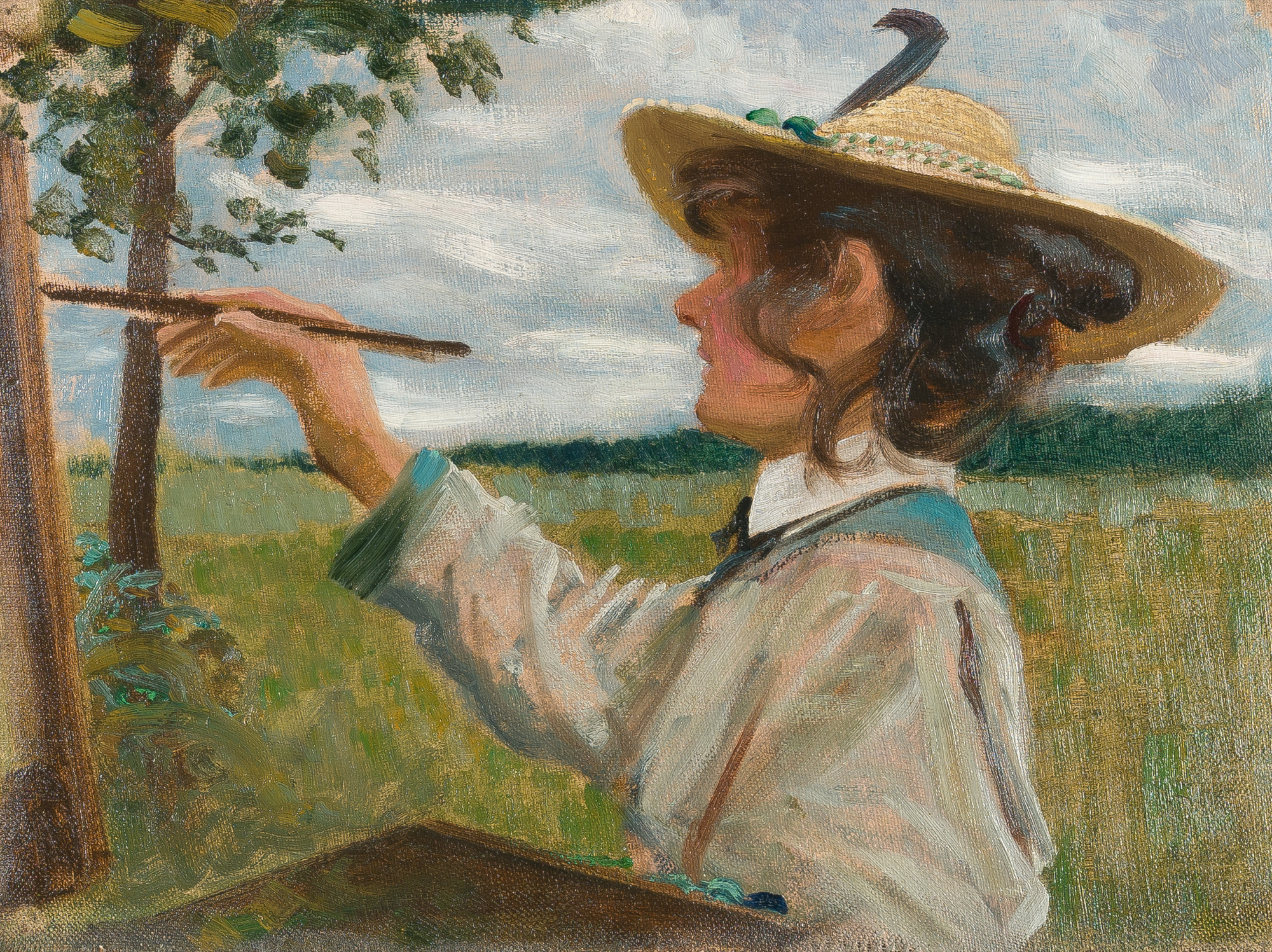
L'Épouse de l'artiste au chevalet (1899), localisation inconnue.
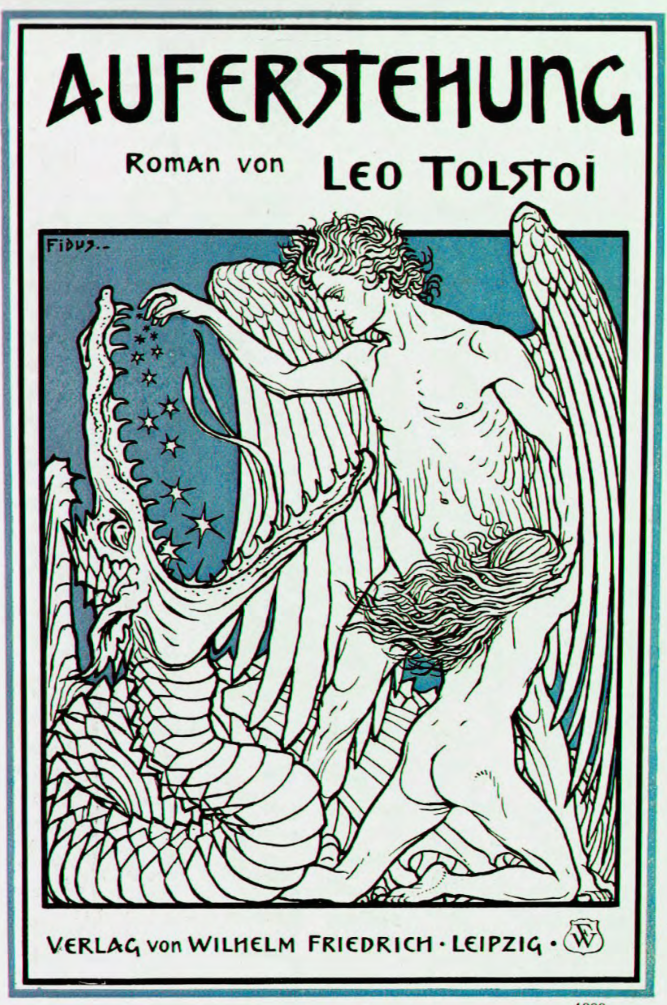
Couverture pour l'ouvrage Résurrection de Léon Tolstoï, 1900.

### 1903-1914: séjours en Suisse et construction de laFidushaus

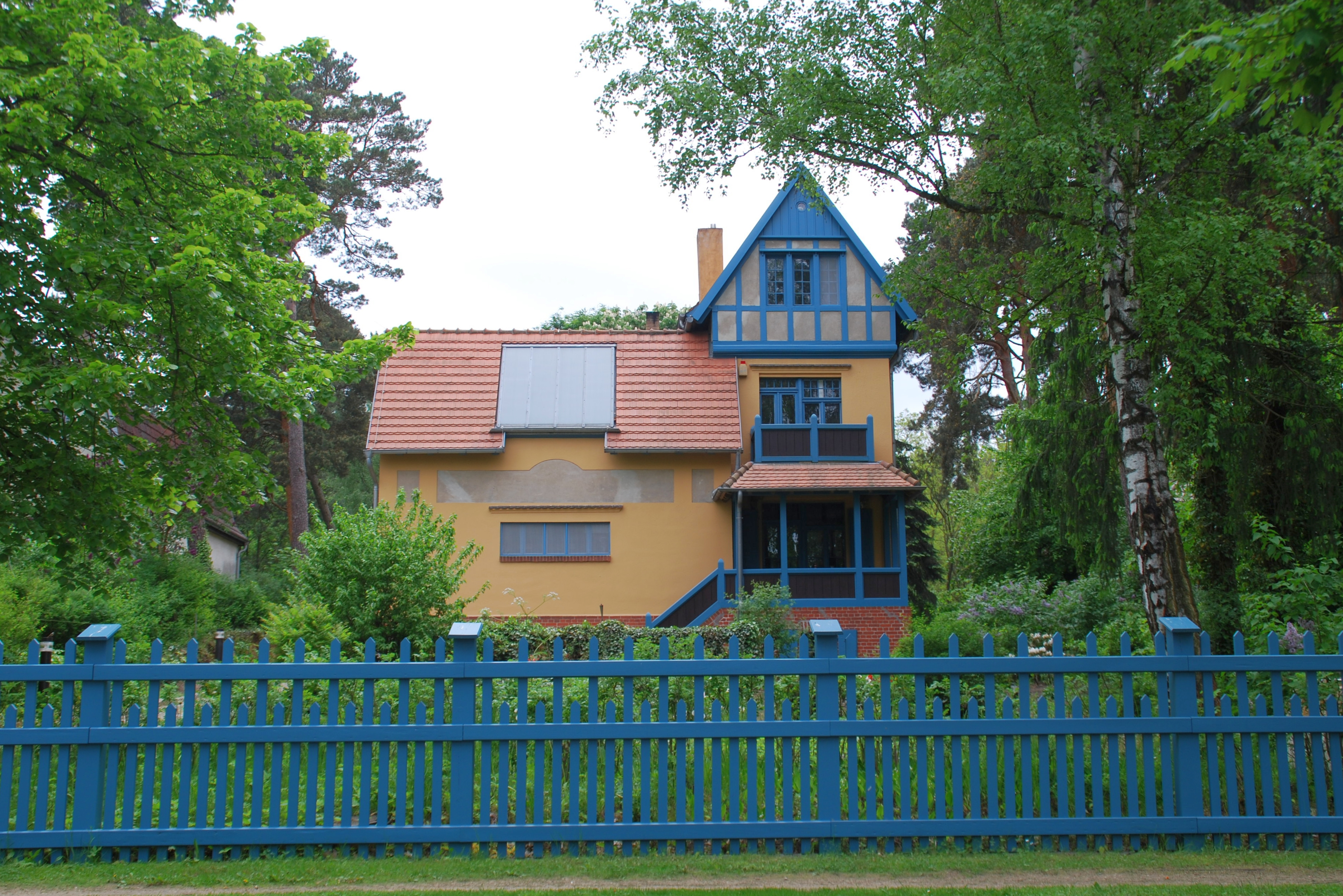
Fidushaus à Woltersdorf, résidence et atelier de Fidus à partir de 1906.

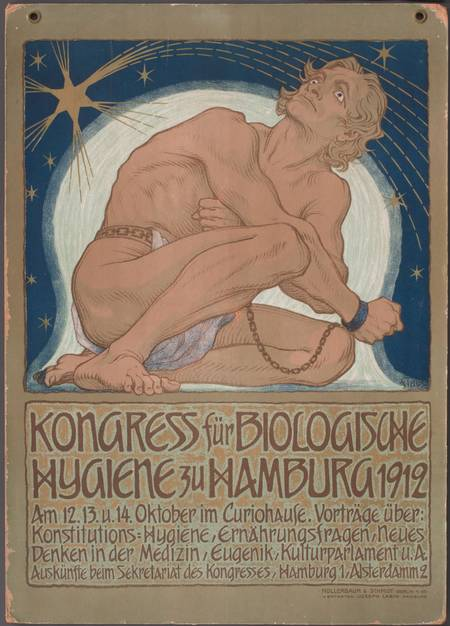
Affiche pour un congrès hygiéniste à Hambourg, 1912.

En avril 1903, Fidus, avec l’aide d’un ami, Wilhelm Sphor, donne une conférence intitulée Fidus’ Tempelkunst à la mairie de Berlin. Il rencontre Josua Klein qui devient son mécène et l’invite à le suivre en Suisse ou il possède des terres au bord du lac de Walenstadt.
Au printemps 1904, il part avec sa famille ainsi que de Wilhelm Sphor à Amden, dans le canton de Saint-Gall, où Josua Klein possède une ferme. Il passe plusieurs mois à chercher des emplacements pour faire ériger ses temples. Fidus souhaite construire le temple de la Terre sur le lac près de la berge, celui de la Couronne de fer sur une pente en dessous du village et le temple de l'Action sur une pente très raide en direction de Weesen,.
Dans ses mémoires, Wilhelm Sphor racontera cet épisode de la vie de Fidus :

« Nous brisions des rochers, coupions des arbres, et un plateau fut nivelé sur un affleurement rocheux près du lac. Tout allait très bien, mais sans mener à rien puisque le prophète devait prêcher tous les jours, du petit matin à deux heures de l'après-midi, en bougeant les yeux, les bras et les jambes en tous sens, en maudissant le monde entier et en réprimandant Dieu qui n'avait pas tout fait comme il fallait. Après ça, tout le monde était fatigué, personne ne pouvait songer à travailler […]. »

Fidus finit par trouver ses projets absurdes. Il se sépare de sa femme et de ses enfants et rentre à Berlin avec une femme qu’il a rencontrée à la ferme.

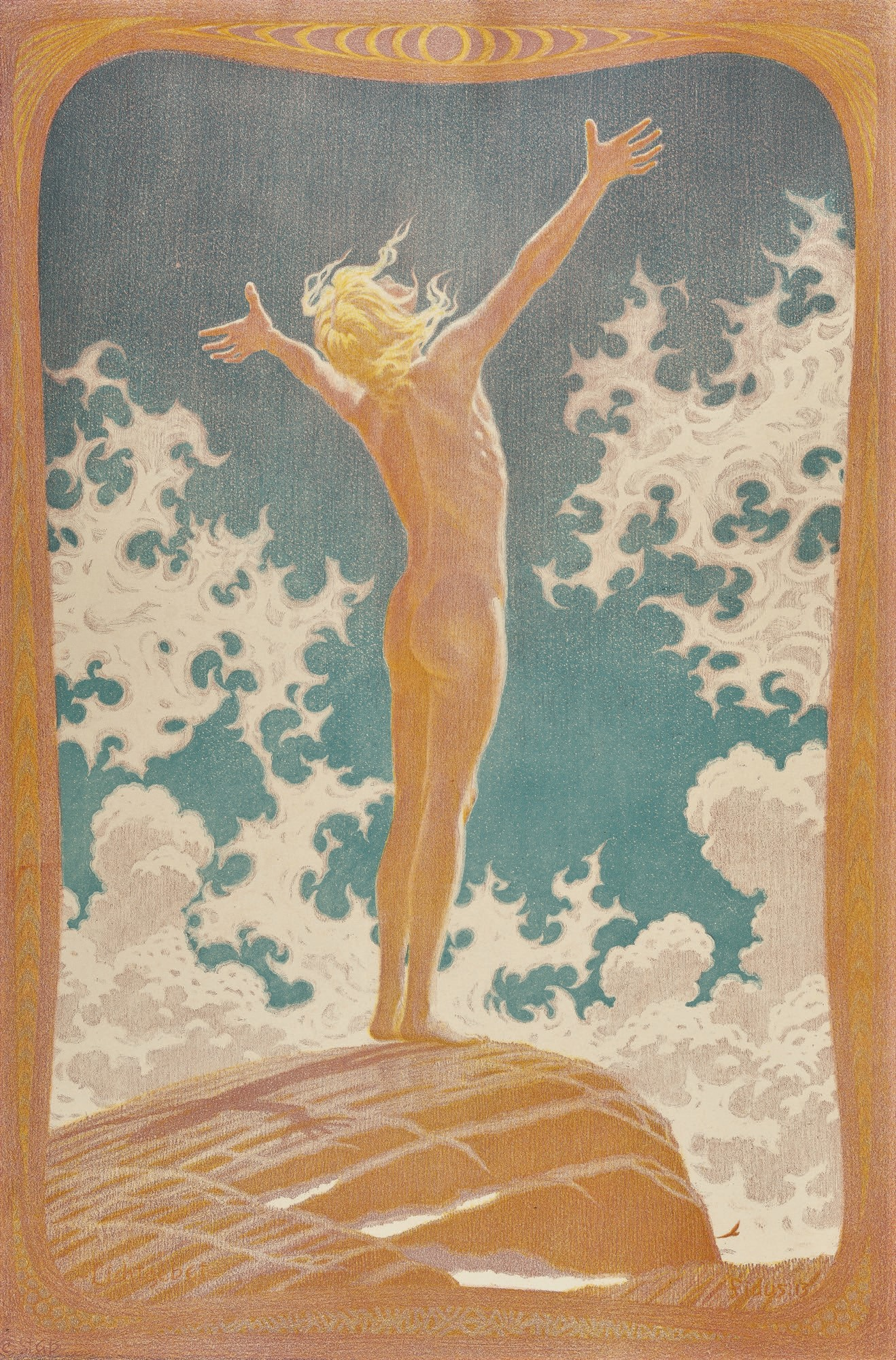
Invocation à la lumière (Lichtgebet) (1913).

En 1905, il illustre la une du journal social-démocrate Vorwärts. Il illustre également l'ouvrage Die Nacktheit de Richard Ungewitter.
Il retourne en Suisse, à Zurich de l’été à l'automne 1906, où il loue un atelier où résida Arnold Bocklin jusqu’à la mort de celui-ci en 1901,. Durant cette période, il rencontre un homme d’affaires qui lui fait don d’une importante somme d’argent afin qu’il puisse avoir son propre atelier.
Il retourne alors en Allemagne, achète un bout de terrain à Woltersdorf à l’est de Berlin et y fait ériger la Fidushaus,. Après réconciliation avec sa famille, elle revient vivre à ses côtés. Pendant les années suivantes, la maison reçoit la visite de nombreux admirateurs ; certains artistes y font même des résidences.
En 1908, Fidus peint la première version de son Invocation à la lumière (Lichtgebet), qui deviendra son tableau le plus célèbre. Il représente un jeune homme nu à l'aspect androgyne au sommet d'une montagne, tendant les bras en forme de rune de vie.
En octobre 1911, Georg Bauernfeind,,, fils d'un pasteur de Magdebourg,, entame un jeûne à la Fidushaus. Il y meurt d'épuisement,, le 9 décembre. Fidus en tomba amoureux. En 1912, c'est en hommage à ce dernier qu'il choisit de nommer Sankt-Georg-Bund (Alliance de Saint Georges) un collectif d'artistes qu'il a fondé,, dont la mission est de lutter contre ce qu'ils appellent le « Panzermaterialismus ». La même année, il conçoit une affiche pour un congrès hygiéniste à Hambourg. Elle montre un homme en train de briser ses chaînes en regardant un ciel étoilés.
En 1913, il peint une nouvelle version de Lichtgebet. Peu avant la Première Guerre mondiale, il se rend à plusieurs conférences animées par Rudolf Steiner.

### 1914-1945: Première Guerre mondiale , déclin et Seconde Guerre mondiale

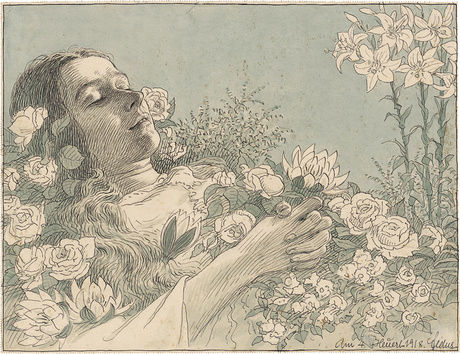
Le Cadavre de ma fille (1918), collection particulière.

En 1914, lorsque éclate la Première Guerre mondiale, il rédige un essai intitulé An die deutschen Kunster (Aux artistes allemands) où il fait l’exaltation des combats. Il y voit l’occasion de sortir d’une « existence grasse », sa peinture devient de plus en plus empreinte de germanisme,. Les nombreuses cartes postales qu'il illustre à cette époque connaissent un franc succès.

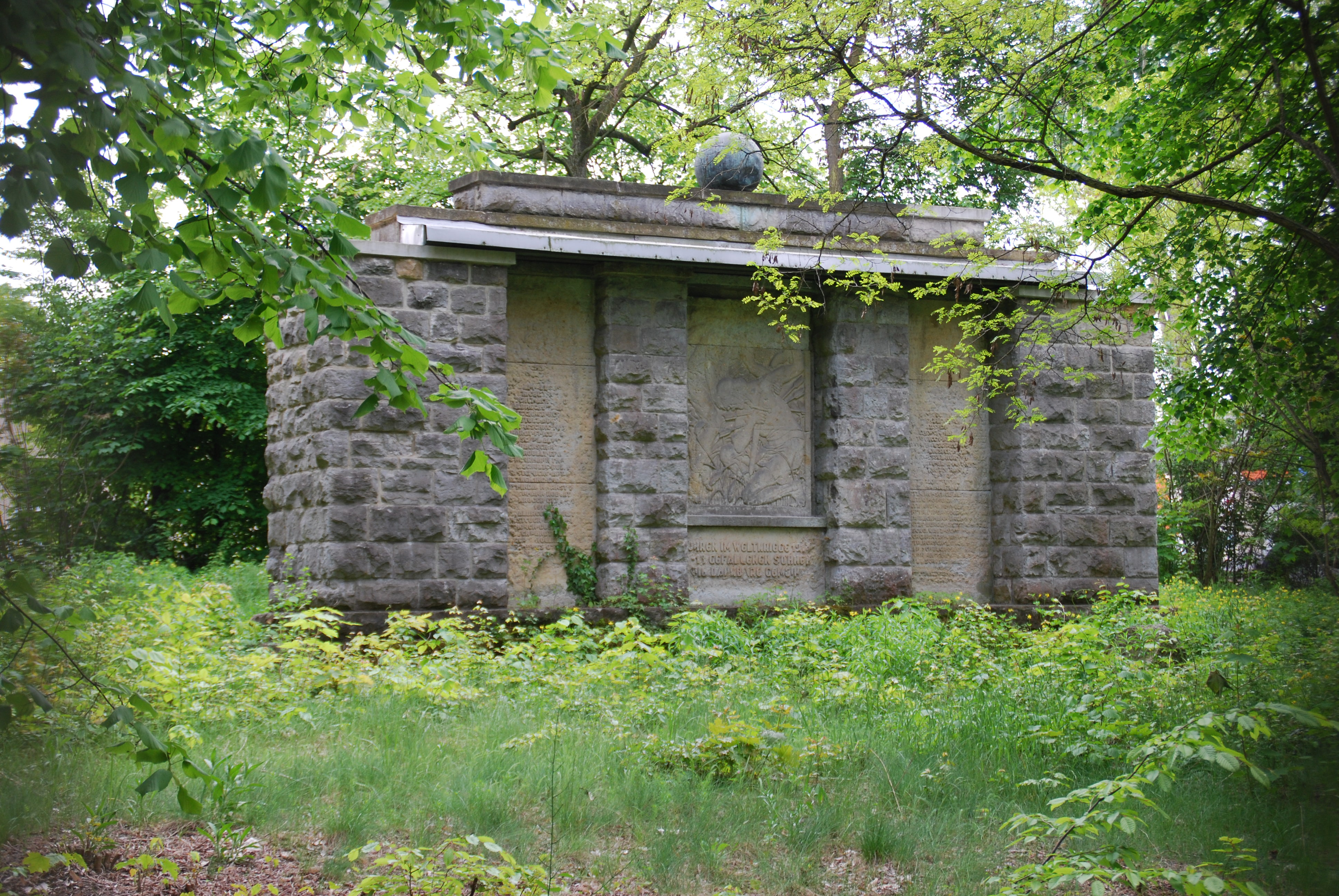
Monument aux morts dessiné par Fidus à Woltersdorf.

Else Knorr meurt en 1915. Un de ses élèves, Franz Bernoully, est tué front,. Fidus, lui-même, ne participa pas au conflit en raison d’une blessure au pied.
Après 1918, sa carrière commence à décliner. Il tient l'expressionnisme, le dadaïsme et le réalisme social (en) pour responsable. Sa fille Drude meurt cette même année. 
En 1922, il se remarie avec Elsbet Lehmann-Hohenberg,,fille de Moritz von Egidy.   

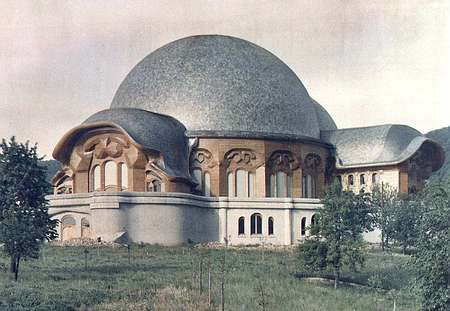
Premier Goetheanum.

En 1923, il se rend de nouveau en Suisse pour exposer ses diapositives dans diverses expositions. À l’occasion d’une visite de Dornach, dans le canton de Soleure, il se rend sur les ruines du premier Goetheanum, sorte de temple fondé par Rudolf Steiner. L’édifice fut l'ancien siège de la Société anthroposophique, détruit par un incendie criminel lors de la nuit de la Saint-Sylvestre 1922-1923.
Pendant les années 1920, il fréquente les milieux völkisch et armanistes.

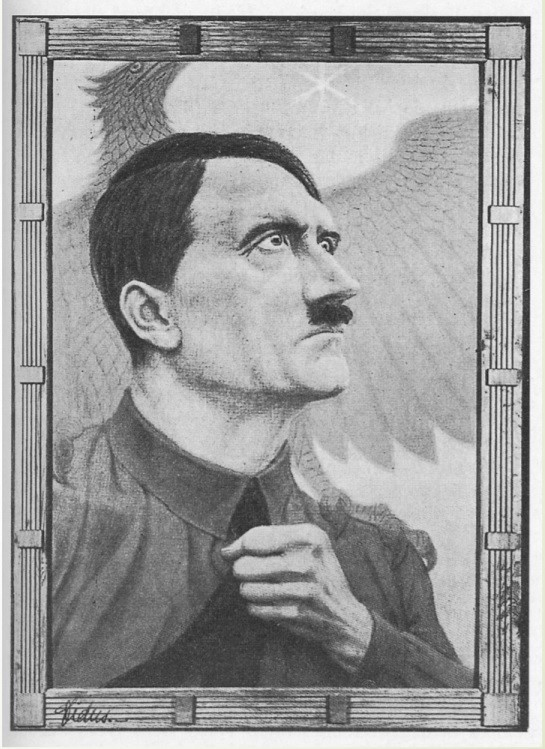
Portrait d'Adolf Hitler (1941).

Durant l’automne 1930, il entend le discours du Sportpalast de Joseph Goebbels la radio. Enthousiasmé, il écrit à ce dernier. Fidus se propose de dessiner des temples et des théâtres pour le Troisième Reich,. Il essayera, les années suivantes, de trouver preneur pour son Tempelkunst, aussi il contactera de nombreux maires pour faire édifier des lieux de rassemblement, crématoriums et monuments divers, mais personne ne prêtera attention à ses travaux. Fidus comprend vite que son art ne correspond pas à la politique culturelle du nazisme.
En 1933, le nouveau régime lui interdit la vente d'une série de cartes postales intitulée « Lichtdeutschland » (l'Allemagne lumineuse), pour obscénité.
En 1936, sa demande d'introduction de la « nouvelle écriture germanique » qu'il avait développée est brutalement rejetée. La même année, une de ses expositions qui a lieu à Nuremberg est perturbée et annulée en cours par les autorités, sur ordre direct d'Adolf Hitler.
En 1937, à Hambourg, les autorités saisissent plusieurs de ses portfolios et la vente de plusieurs de ses œuvres est interdite,. Fidus craint alors d’être frappé d’une interdiction de peindre comme c’est déjà le cas pour de nombreux artistes.
En octobre 1938, il réussit tout de même à exposer ses œuvres à Berlin avec le soutien Richard Walther Darré, ministre de l'Alimentation et de l'Agriculture ainsi que Reichsleiter.
En 1941, il peindra un portrait d'Hitler que ce dernier fera censurer.
En 1943, le régime nomme Fidus professeur honoraire et lui octroie une rente,.

### 1945-1948: les dernières années
Fidus sort malgré tout de la guerre appauvri, il troque des tableaux contre de la nourriture et des produits de première nécessité. Il peint même des tableaux de Lénine et de Staline pour les autorités soviétiques. Il est payé en nourriture ou en tickets de rationnement.
Fidus meurt le 23 février 1948 à Woltersdorf,. Lors de la veillée funèbre qui a lieu au Fidushaus, des poèmes sont récités et des chants entonnés au milieu de ses tableaux. Il est inhumé au cimetière de Woltersdorf.

## Œuvre

### Thématiques
Fidus affectionne la lumière et l’idéal héroïque, tant dans le symbolisme théosophique que chrétien, notamment saint Georges dans Drachenforscher (Chercheur de dragons), saint Michel dans Warnender Michael (Michel met en garde) et surtout Lucifer dans Luzifer Morgensten (Lucifer étoile du matin), Luzifer Erwachen (L'Éveil de Lucifer), Luziferischer Wille (Volonté luciférienne).
Les symboles théosophiques ainsi que la sensualité sont aussi très présent.

Œuvres de Fidus
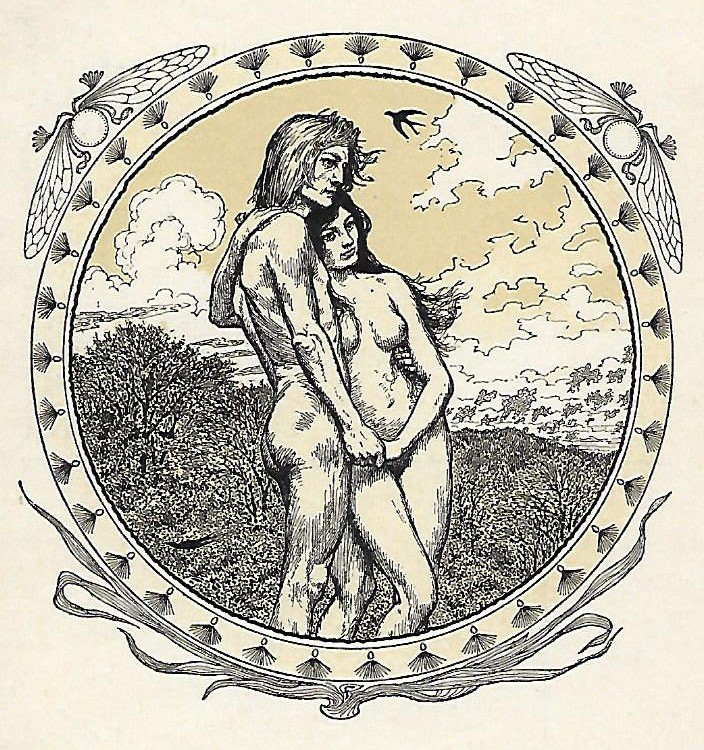
Frühlingsodem (1893), carte postale.
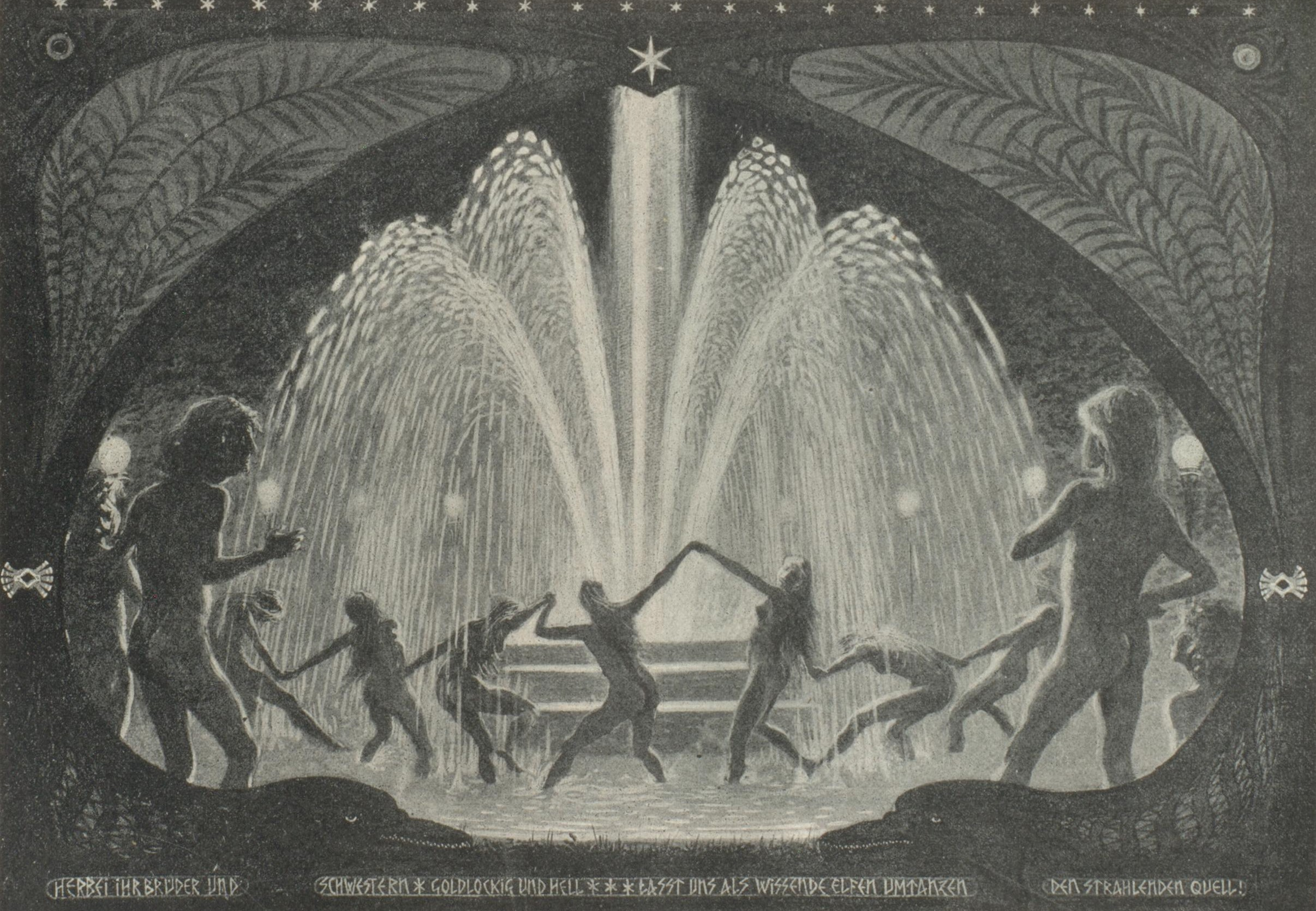
Die strahlende Quelle (1901).
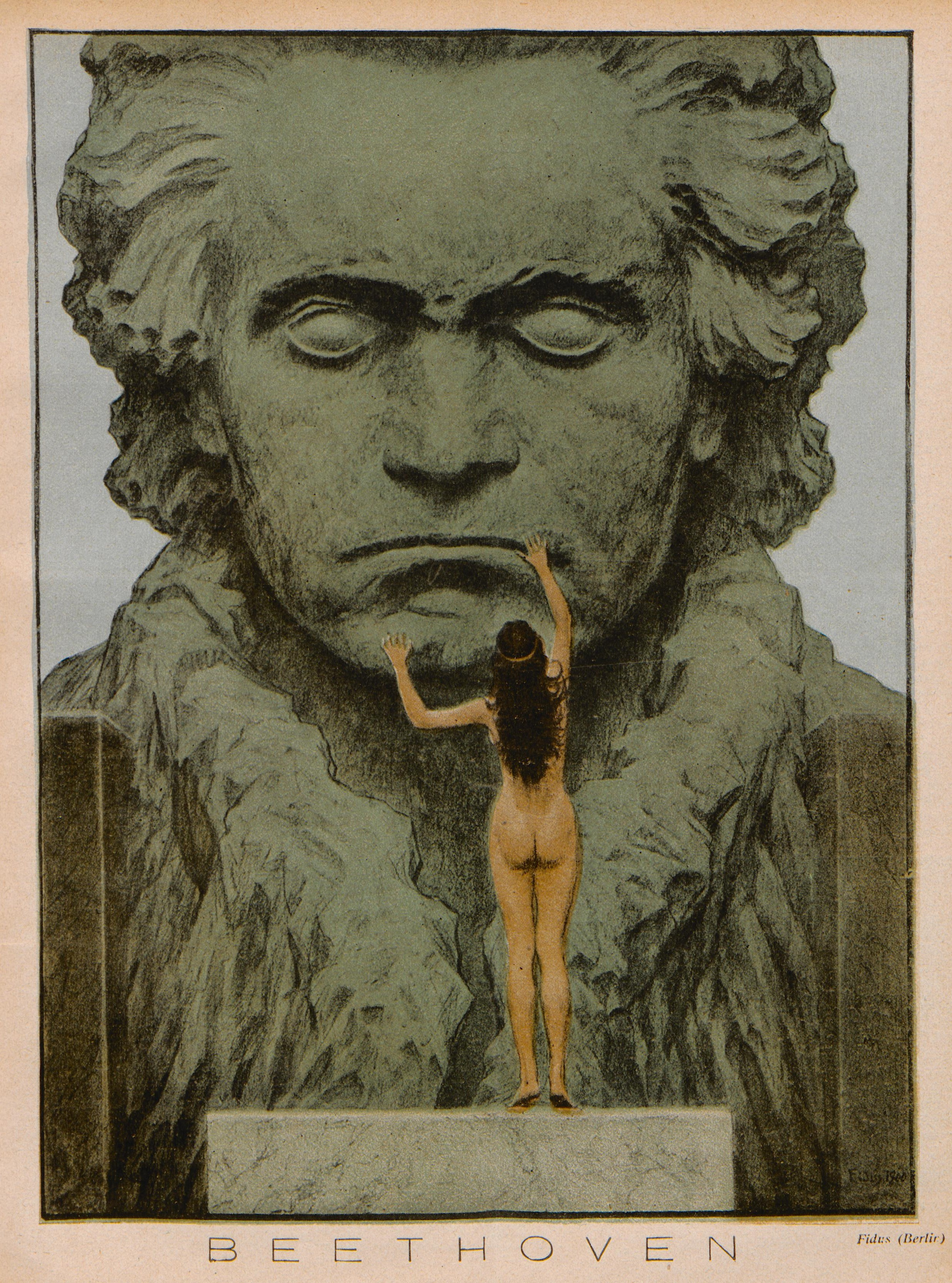
Beethoven-Tempel (1903).
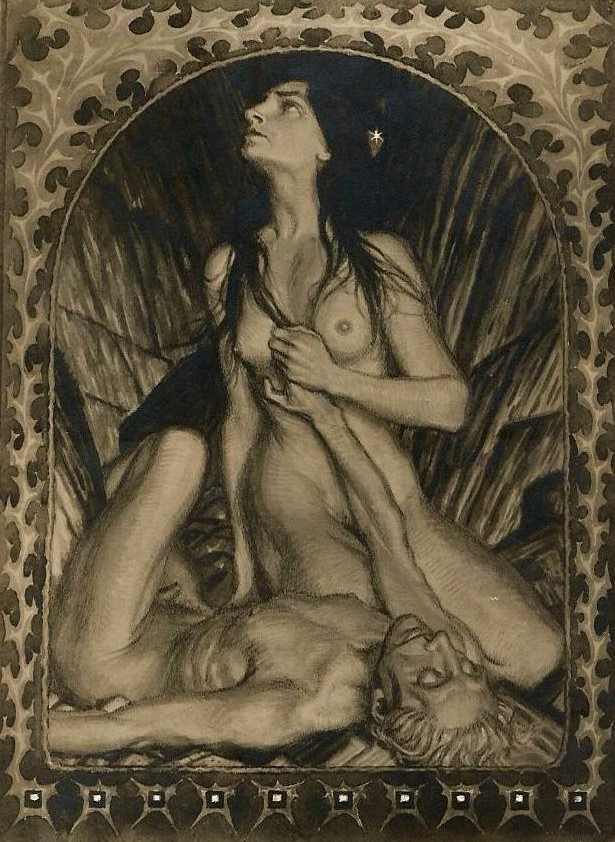
Totenklage (1905).
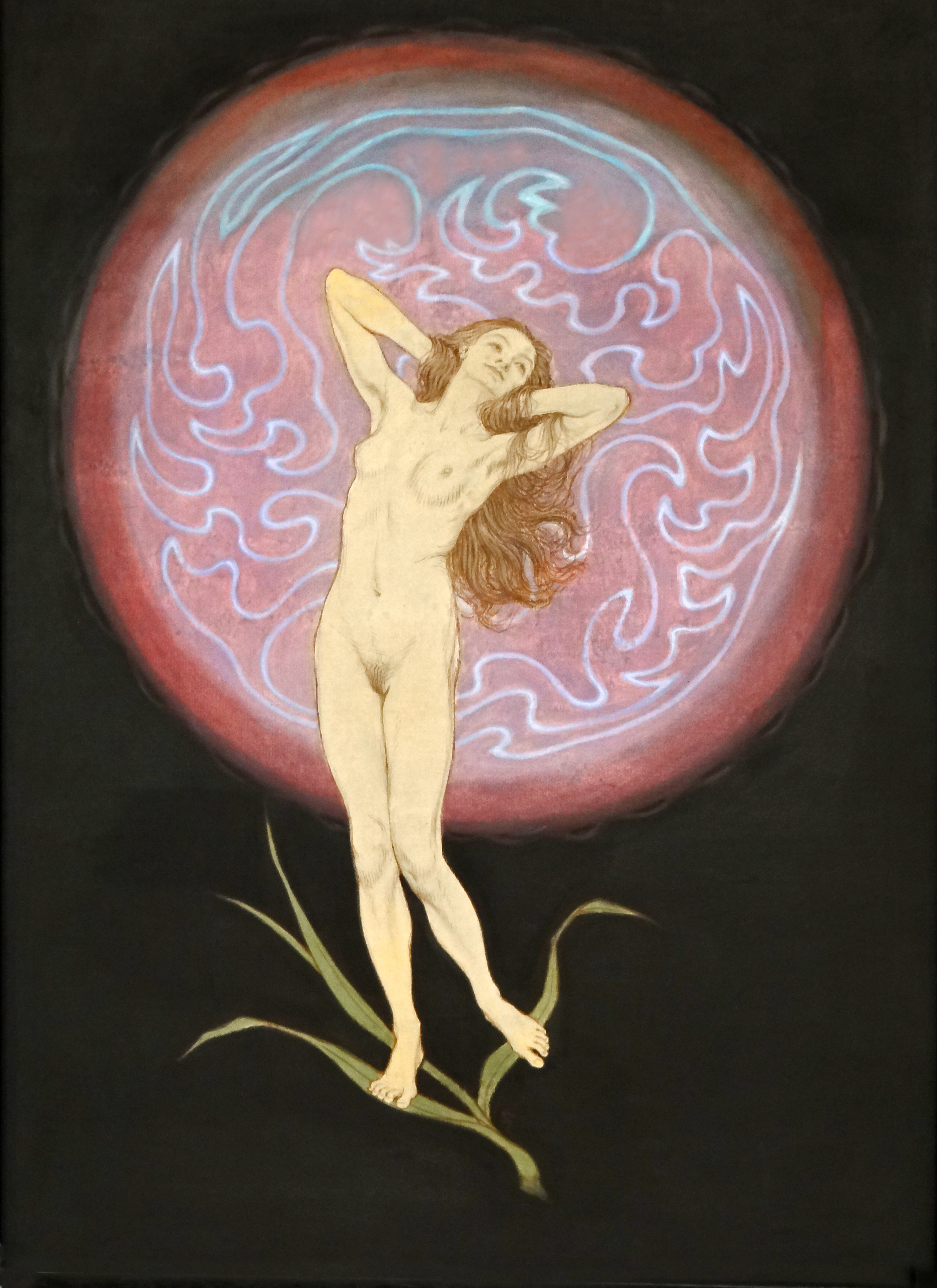
Danse du temple de l'âme (1910).
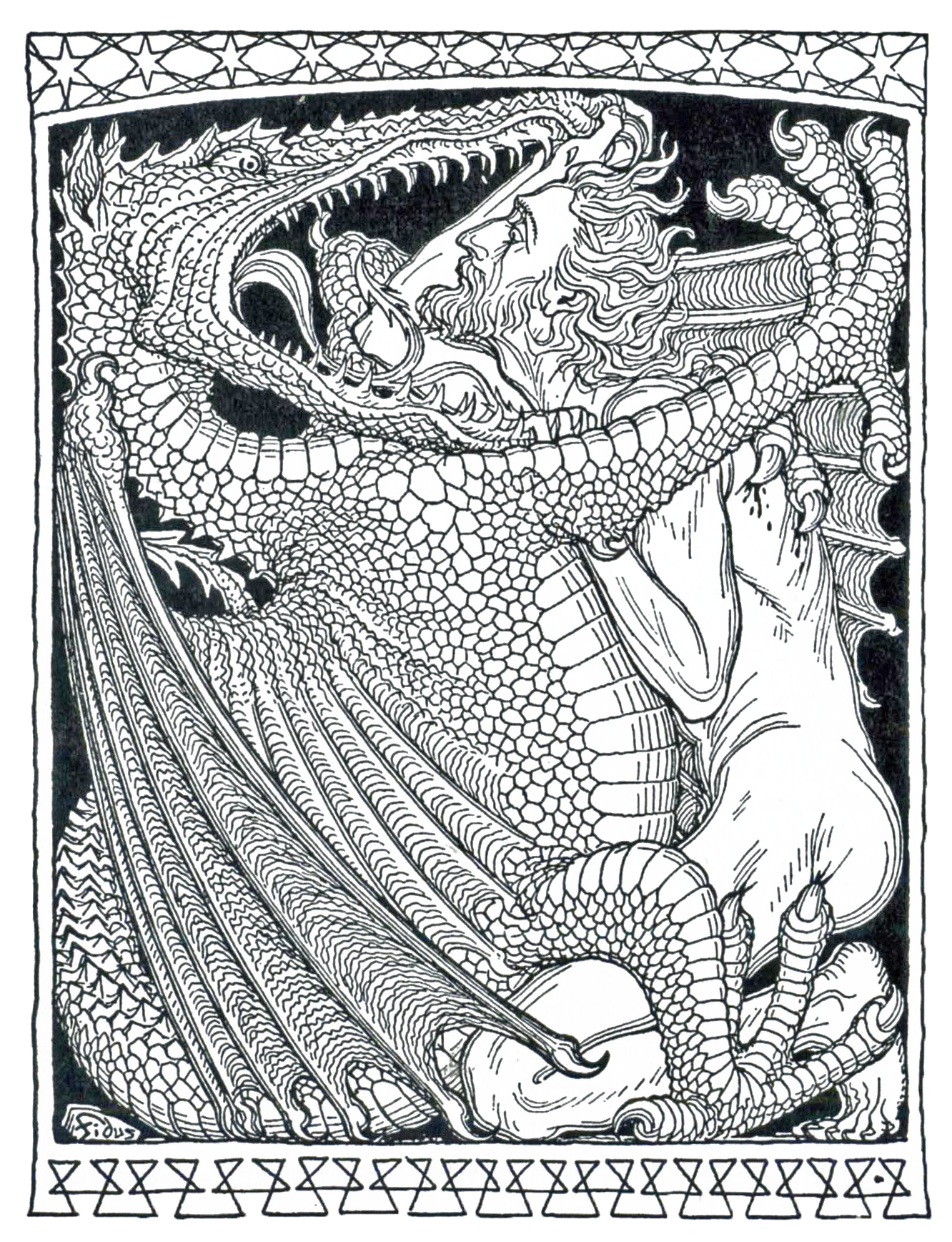
Der innere Dämon als Drache (1912).

## Relations avec le régime du Troisième Reich
Fidus adhère au Parti national-socialiste des travailleurs allemands (NSDAP) en 1932,. D'abord très enthousiaste, il voit dans l’ascension du nazisme l'avènement de ce qu'il appelle la « Lichtdeutschland » (l'Allemagne lumineuse). Pensant Hitler végétarien,, il est aussi enthousiasmé par sa personne. 
Cependant, le nouveau régime désapprouvera son art,. De nombreuses revues qu'il a illustrées sont censurées, à l'instar de nombreux mouvements occultistes qu'il a fréquentés,.
En 1936, Wolfgang Willrich, dans son ouvrage Die Säuberung des Kensttempels, le qualifie d’artiste dégénéré et la revue Das Schwarze Korps l’accuse de faire sombrer l’art nordique dans le kitsch.
En 1937, dans le prospectus présentant l'exposition sur l'art dégénéré, il est écrit : 

« Tout ce qui apparaît, d’une façon ou d’une autre, comme pathologique, est à éliminer. Une figure de valeur, pleine de santé, même si, racialement, elle n’est pas purement germanique, sert bien mieux notre but que les purs Germains à moitié affamés, hystériques et occultistes de Maître Fidus ou d’autres originaux folcistes. »

Toutefois, Richard Walther Darré ainsi que plusieurs revues d'art le soutiennent et le considèrent comme un pionnier de la pensée nordique.

## Postérité
Après sa mort et pendant plusieurs décennies, son art sera oublié. Fidus a été redécouvert dans les années 1960 et a directement influencé les affiches de concerts psychédéliques qui ont été produites à cette époque à San Francisco. 
Une partie des œuvres de Fidus se trouvent à la Galerie berlinoise. Le collectionneur d'art Jacques Daulton en possède un fonds.